# VidaCaixa Grup
VidaCaixa és la filial asseguradora de CaixaBank. La seva activitat se centra en el disseny, gestió i comercialització d'assegurances de vida i plans de pensions per a clients individuals i corporatius. Opera principalment a través de la seva xarxa d'oficines i d'altres canals presencials com ara mediadors professionals i consultors, així com també del telèfon o la plataforma de gestió online.
La companyia participa com a accionista de referència de SegurCaixa Adeslas, amb un 49,9% del capital, essent el 50,1% restant en mans de Mutua Madrileña.

## Història
La companyia va neixér el desembre de 1992 com a CaiFor, arran de l'aliança d'empreses entre La Caixa i Fortis, un grup assegurador i bancari nascut entre els Països Baixos i Bèlgica.
El segon trimestre de l'any 2007, La Caixa va comprar a Fortis la seva participació i l'entitat passà a denominar-se SegurCaixa Holding, integrant-se a Criteria CaixaCorp, la societat de cartera del grup La Caixa.

### Adquisició d'Adeslas i canvi de denominació a VidaCaixa Grup
El 22 d'octubre del 2009, Criteria CaixaCorp va informar de l'acord per a adquirir la companyia d'assegurances Adeslas, centrada en el ram de salut. El juny del 2010 es formalitzà l'operació i Adeslas s'integrà al grup, adoptant una nova imatge corporativa i la denominació SegurCaixa Adeslas. Aleshores, el grup d'assegurances passà a dir-se VidaCaixa Grup.

### Integració a CaixaBank i canvi de denominació a VidaCaixa
El 2011, Mutua Madrileña es va fer amb el 50,1% de SegurCaixa Adeslas, amb una inversió de més de 1.000 milions de euros. Aleshores, es va segregar el negoci d'assegurances de vida, operat per VidaCaixa, i la resta va quedar en mans de SegurCaixa Adeslas
A tancament de l'exercici 2015, VidaCaixa es convertí en la companyia líder del sector a Espanya.